# Аркадіївська сільська рада
| Арка́діївська сільська́ ра́да — орган місцевого самоврядування у Згурівському районі Київської області з адміністративним центром у с. Аркадіївка. Утворена у складі Прилуцького району Київської області 1932 року. До неї увійшли села Аркадіївка та Арпас. Передана до Згурівського району 1935 року. Із ліквідацією останнього включена 1963 року до складу Яготинського району. 1976 року село Арпас перейменоване на село Терлещина. У 1986 році увійшла до новоутвореного Згурівського району. З 2020 року входить в Броварський район. |

## Населені пункти
Сільській раді підпорядковані населені пункти:
- с. Аркадіївка
- с. Терлещина

Згідно з даними Всеукраїнського перепису 2001 року населення становить 740 осіб (Аркадіївка — 736, Терлещина — 4), площа сільради — 46,241 квадратних кілометрів (Аркадіївка — 3,261 км2; Терлещина — 0,202 км2), щільність населення 22,38 осіб на квадратний кілометр.

## Склад ради
Рада складається з 12 депутатів та голови.

### Керівний склад ради
| ПІБ                             | Основні відомості                                                                         | Дата обрання | Дата звільнення |
| ------------------------------- | ----------------------------------------------------------------------------------------- | ------------ | --------------- |
| Іващенко Тетяна Іванівна        | Сільський голова, 1954 року народження, освіта, член Народно-демократичної партії України | 26.03.2006   | 31.10.2010      |
| Степаненко Микола Олександрович | Сільський голова, 1971 року народження, освіта середня спеціальна, безпартійний           | 31.10.2010   |                 |

Примітка: таблиця складена за даними джерела